# 1995 في سوريا

## أحداث
- 21 مايو: بشار الأسد يزور بيروت بصفته مبعوثاً للرئيس حافظ الأسد في أول مهمة سياسية رسمية يتم تكليفه بها منذ عودته إلى سوريا عقب مصرع شقيقه الأكبر باسل في حادث سيارة في كانون الثاني 1994.

## الوفيات
- 28 أيلول 1995: وفاة الفريق جمال الفيصل قائد الجيش السوري في عهد الوحدة بين سوريا و مصر. ولد في حمص عام 1915. عين قائداً للجيش الأول (الجيش السوري) في الجمهورية العربية المتحدة في أيار 1958. أحيل للتقاعد بعد الانفصال عام 1961 وابتعد عن الحياة السياسية والعسكرية حتى وفاته.